# Pyrenomonadales
Pyrenomonadales es un grupo de microalgas criptofitas que presentan dos flagelos desiguales y un tamaño aproximado entre 5 y 10 μ. Poseen nucleomorfo y plastos con ficoeritrina, los cuales están relacionados en su origen con las algas rojas.